# دهستان تاریتهانگ
دهستان تاریتهانگ (به لاتین: Tareythang Gewog) یک دهستان در کشور بوتان است که در ناحیهٔ سرپانگ واقع شده‌است.